# 2926 Caldeira
2926 Caldeira è un asteroide della fascia principale. Scoperto nel 1980, presenta un'orbita caratterizzata da un semiasse maggiore pari a 2,2741563 UA e da un'eccentricità di 0,1190038, inclinata di 3,48283° rispetto all'eclittica.
L'asteroide è dedicato all'astronomo brasiliano J.F.C. Caldeira.